# Game Boy Color
Game Boy Color (jap. ゲームボーイカラー Gēmu Bōi Karā; w skrócie GBC) – przenośna konsola gier wideo wyprodukowana i wydana w 1998 roku przez Nintendo, będąca następcą konsoli Game Boy. Nowością w stosunku do poprzednika było wprowadzenie kolorowego wyświetlacza oraz portu podczerwieni. Najlepiej sprzedającą się grą na konsolę była Pokémon Gold i Silver.

## Dane techniczne
Game Boy Color ma następujące dane techniczne: procesor 8-bitowy Z80, działający w trybie prędkości pojedynczej (4 MHz) i podwójnej (8 MHz), RAM 32 KB + 96 KB VRAM + 256 KB WRAM, dźwięk 4 kanałowy FM stereo, wyświetlacz ciekłokrystaliczny, 160 × 144 pikseli, produkowany przez Sharp Corporation, paletę 32768 kolorów (w tym do 56 kolorów jednocześnie na ekranie). Waży 138 gramów i jest zasilany przez 2 baterie AA o żywotności do 10 godzin.

## Historia
Game Boy Color był odpowiedzią na naciski twórców gier, którzy uważali, że Game Boy nie spełniał ich oczekiwań pod względem możliwości technologicznych. Gracze domagali się też kolorowego wyświetlacza.
Powstały produkt, wydany w 1998 roku, wprowadził niewielkie zmiany w stosunku do Game Boya. Prędkość procesora zwiększono dwukrotnie, natomiast pojemność kartridży – czterokrotnie. Konsola oferowała kompatybilność wsteczną względem kartridżów z Game Boya, przy czym gry na tamtą platformę zostały dostosowane do Game Boya Color poprzez zastąpienie odcieni szarości kolorami. Mimo kompromisowych rozwiązań konsola uzyskała znaczącą popularność wśród graczy. Jej sprzedaż włącznie z oryginalnym Game Boyem wyniosła 118 milionów egzemplarzy. Mimo to Game Boy Color stosunkowo krótko był obecny na rynku, ponieważ zastąpiono go przez Game Boy Advance już w 2001 roku. Pomimo premiery następcy, Game Boy Color pozostał w produkcji, jako przyjazna dla budżetu alternatywa. Ostatnie egzemplarze konsoli zostały sprzedane w marcu 2003 roku. 

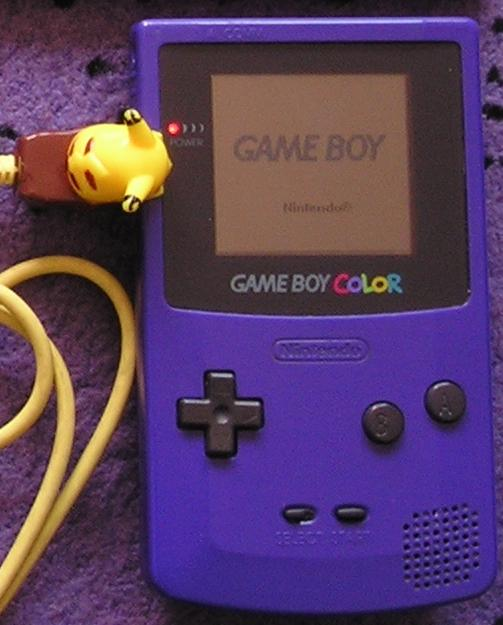
Game Boy Color z podłączonym Pikachu Link Cable
Logo konsoli